# Айнару (округ)
Айнару (тетум Ainaru, порт. Ainaro) — один из 13 округов Восточного Тимора. Расположен в юго-западной части страны. Площадь — 869,79 км². Административный центр района — город Айнару. Со времён португальского правления границы округа претерпели небольшие изменения.

## География
Граничит с округами Айлеу (на севере), Мануфахи (на востоке), Кова-Лима (на юго-западе), Бобонару (на западе) и Эрмера (на северо-западе). На юге омывается водами Тиморского моря. На территории округа расположена высшая точка Восточного Тимора — гора Татамайлау (2 963 м), которая находится вблизи с границей района Эрмера.

## Население
Население округа по данным на 2010 год составляет 59 175 человек; для сравнения, на 2004 год оно насчитывало 52 476 человек. Плотность населения — 68,03 чел./км². Средний возраст населения составляет 16,7 лет. В период с 1990 по 2004 годы средний ежегодный прирост населения составил 1,36 %.
Примерно три четвёртых от населения округа говорят на языке мамбаи как на родном. Около 5000 говорят на языке тетум и около 3000 — на языке бунак. Распространены также другие местные языки и диалекты. 37,9 % населения владеют языком тетум (включая тех, для которых он является вторым и третьим языками); 33,7 % владеют индонезийским и 12,0 % — португальским. 63,0 % населения неграмотны (65,4 % женщин и 60,5 % мужчин). Только 10,0 % лиц старше 18 лет закончили среднюю школу (8,5 % женщин и 11,4 % мужчин).
По данным на 2004 год 98,3 % населения составляют католики; 0,9 % — приверженцы традиционных анимистических верований; 0,6 % — протестанты и 0,1 % — мусульмане.

## Административное деление
В административном отношении подразделяется на 4 подрайона:
| Подрайон     | Население, чел. (2010) | Площадь, км² |
| ------------ | ---------------------- | ------------ |
| Айнару       | 15 558                 | 235,94       |
| Хату-Уду     | 9645                   | 243,01       |
| Хату-Буилику | 11 950                 | 129,88       |
| Маубиссе     | 22 022                 | 260,97       |

## Галерея

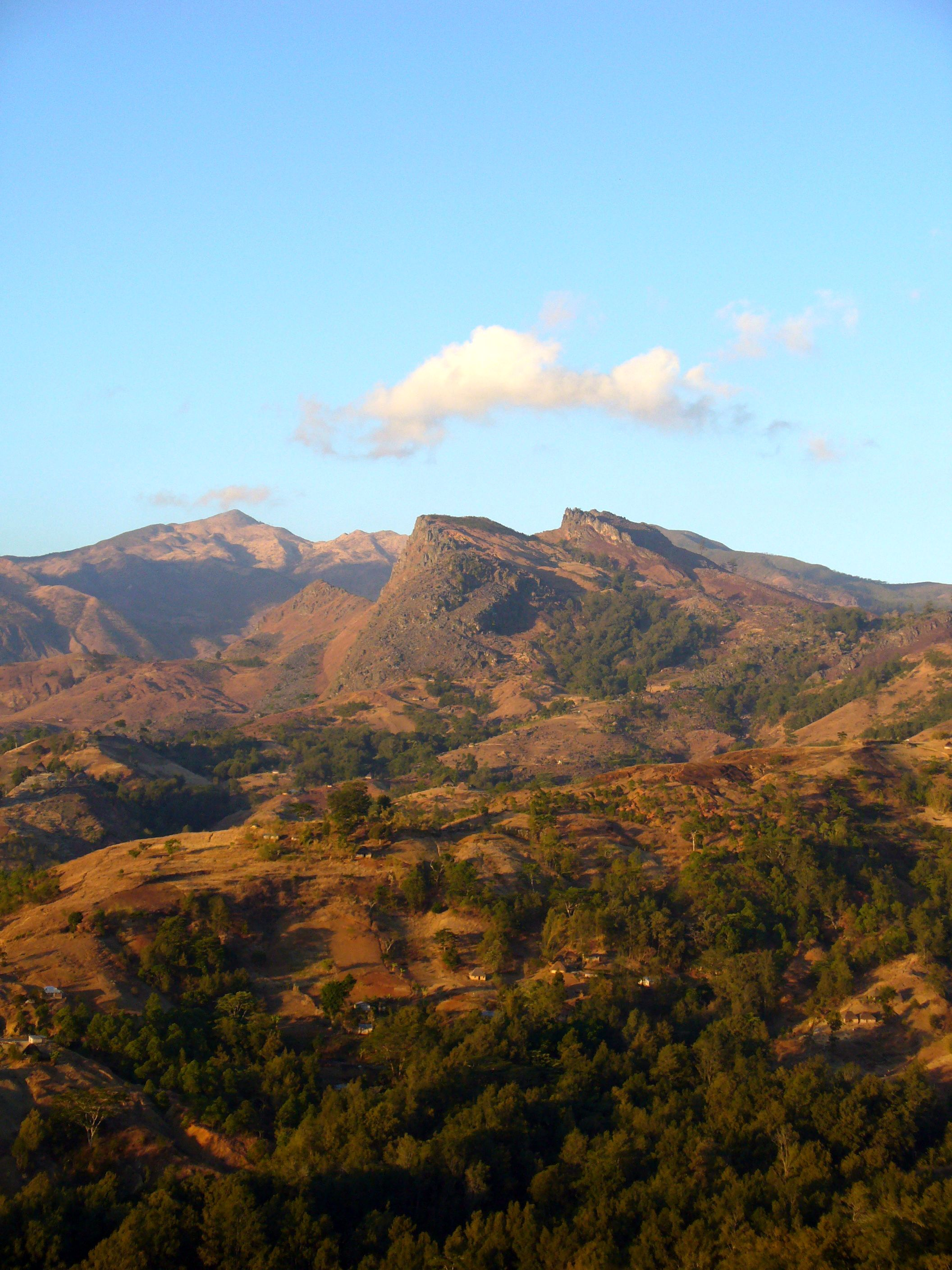
Пейзаж близ Маубиссе
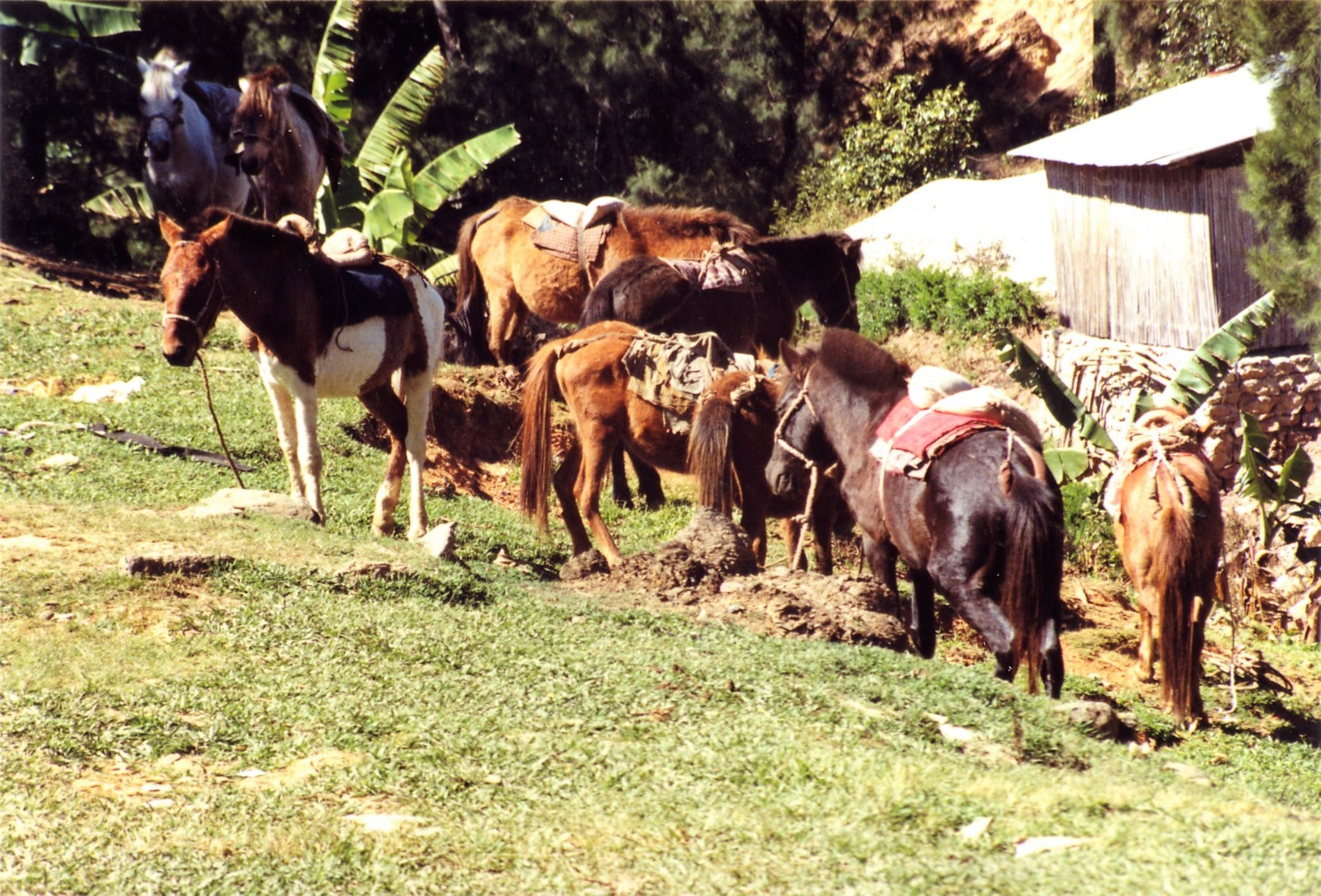
Лошади в Маубиссе
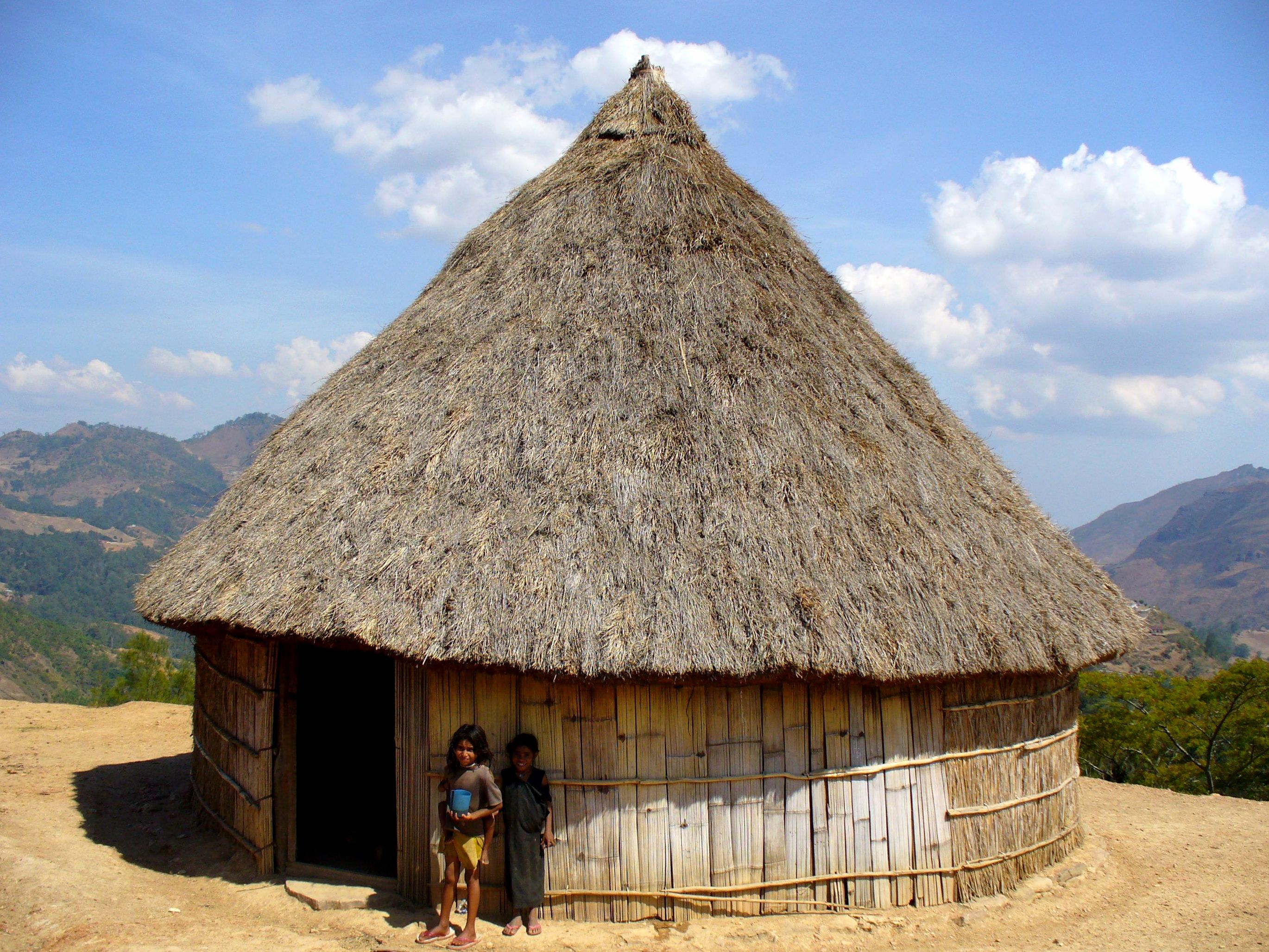
Дом в Маубиссе
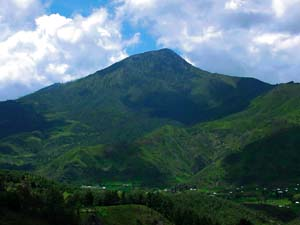
Вид на гору Татамайлау
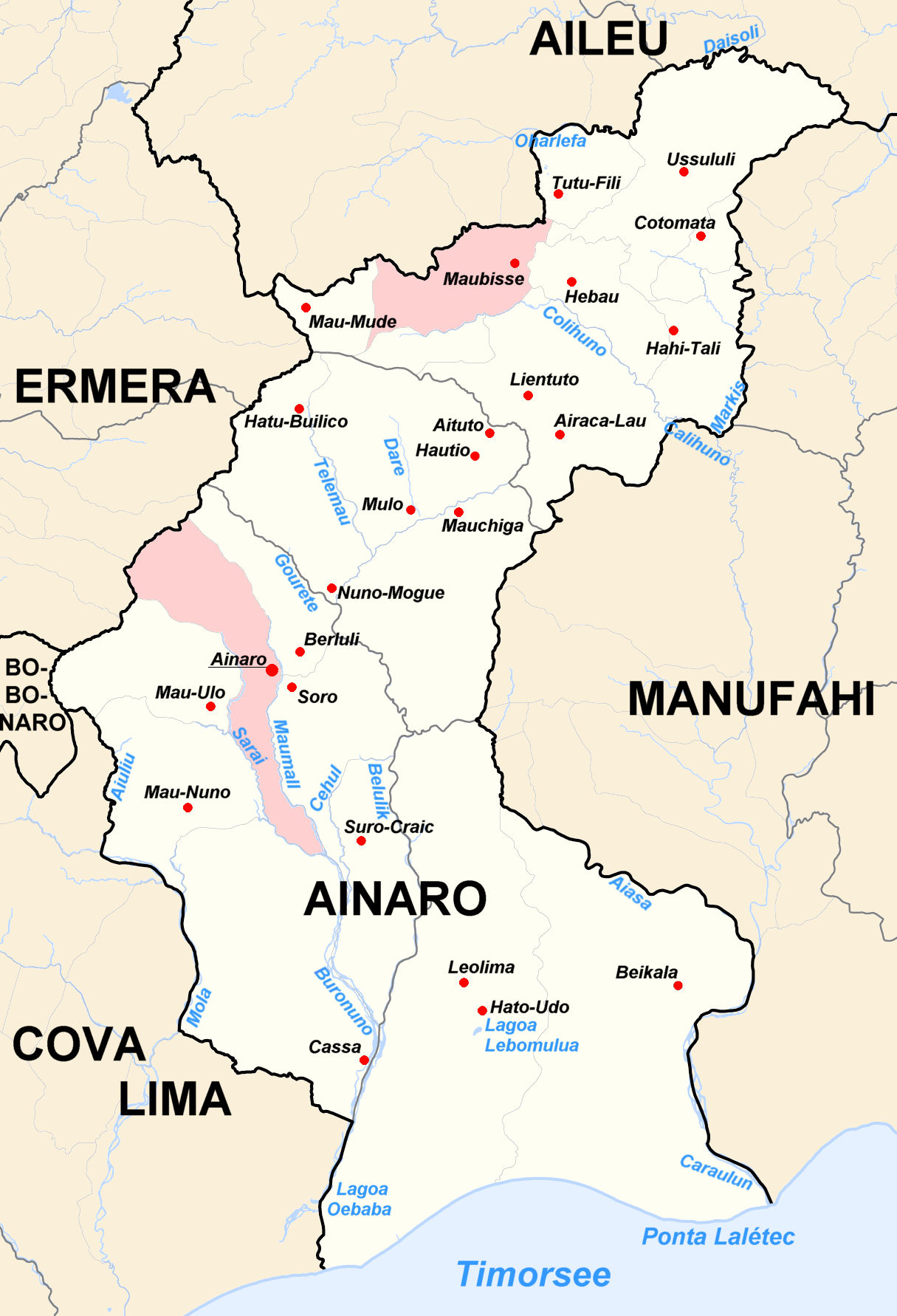
Карта округа